# Die toten Augen
Die toten Augen è un cortometraggio muto del 1917 diretto da Kurt Matull.

## Produzione
Il film fu prodotto nel 1917 dalla Saturn-Film AG (Berlin).